# ピオ・フィリッパーニ・ロンコーニ
ピオ・フィリッパーニ・ロンコーニ（Pio Filippani Ronconi、1920年3月10日 - 2010年2月11日）は、イタリアの軍人、学者、翻訳家。最終階級は陸軍軍曹（イタリア）、親衛隊中尉（ドイツ）。
イタリア陸軍の下士官として北アフリカ戦線に従軍した後、イタリア戦線でRSI政府（イタリア社会共和国）を支持し、同国を支援するナチス・ドイツの武装親衛隊にイタリア人親衛隊員として入隊した。言語学、東洋学、神秘主義の専門家でもあり、戦後はナポリ・オリエント大学の講師などを務めた。

## 生涯

### 出自
1920年3月10日、スペイン王国の首都マドリードにイタリア出身の資産家フルヴィオ・フィリッパーニ・ロンコーニの子として生まれ、ピオ・アレッサンドロ・カルロ・フルヴィオ・フィリッパーニ＝ロンコーニ（Pio Alessandro Carlo Fulvio Filippani-Ronconi）と名付けられる。ロンコーニ家は古くは教皇領の領主階級に由縁を持つ一族で、リソルジメントによる教皇領没収後もローマ教皇の領土私有を支持する「黒い貴族」に属していた。異国でサヴォイア家と対立する日々を送るロンコーニ家であったが、イタリア王国で政権を獲得したベニート・ムッソリーニ率いる国家ファシスト党がコンコルダートを締結してヴァチカン市国が建国された事で亡命を続ける意味は失われた。さらにスペイン内戦が勃発すると国家ファシスト党が支持するフランコ政権と共和国派の戦いに巻き込まれ、父が共和国軍に銃撃された事を契機に父と共にイタリア王国へ帰国した。
帰国後、スペイン亡命中に学んだイタリア語、スペイン語、カタルーニャ語、アラビア語、ギリシャ語、ラテン語に加えて寄宿学校と大学でトルコ語、サンスクリット語、ヘブライ語、ペルシャ語、中国語を習得するなど語学の才能を示した。在学中にラジオ局EIAR（イタリア語版）で外国語の報道記者として政府に協力する傍ら、語学の研究を続け、やがて東洋の言語を学ぶ中で東洋学や神秘主義に興味の軸足を移していった。後にネオ・ファシズム運動の大家ともなる哲学者ユリウス・エヴォラ（イタリア語版）と親交を結び、古代インドのタントラ教からヨーロッパのグノーシス主義、イグビン碑文（英語版）、古代ローマの諸宗教（英語版）に至るまで様々な神秘思想を研究した。またエヴォラとの接近を通じてファシズムにも傾倒し、1940年に第二次世界大戦が始まると学生義勇軍の募集に志願した。

### 軍歴
義勇兵としては黒シャツ隊（国家義勇軍）ではなく、王立陸軍の第21歩兵師団「サルデーニャ擲弾兵」（Granatieri di Sardegna、英語版）に配属された。士気旺盛さを評価されて師団の突撃部隊に選抜され、幾度もの危険な任務を戦い抜いて軍曹にまで階級を上げている。1943年7月25日、ベニート・ムッソリーニ国家統領に対するクーデターを経て、休戦、ナチス・ドイツの北部・中部イタリアへの進駐、ムッソリーニ救出と共和ファシスト党の結党、そしてイタリア社会共和国（RSI）の成立と目覚しく情勢は動いた。その中でファシストとしてイタリア社会共和国に協力し、また進駐したナチスの思想（ナチズム）にも神秘主義的な側面からか賛意を表明した。ナチス側もRSI政府を通じて接触し、イタリア人親衛隊員として親衛隊にスカウトされて親衛隊少尉に任官された。
時同じくして親衛隊は武装親衛隊の外国人部隊をイタリアでも設立する事を決め、義勇イタリア軍団 (Italienische-Freiwilligen-Legion)が組織された。現地志願の士官として義勇軍団の小隊指揮に就き、果敢な戦闘を見せて二級鉄十字章を受勲した。義勇軍団が親衛隊全国指導者ハインリヒ・ヒムラーの信頼を勝ち取るのに貢献し、イタリア第1突撃義勇兵旅団、イタリア第1SS武装擲弾兵旅団を経て第29SS武装擲弾兵師団「イタリア第1」が編成されると親衛隊中尉に昇進した。1945年4月、第29SS武装擲弾兵師団の主要部隊が解体されると連合軍に拘束され、ピサに設置された捕虜収容所に収監された。

### 戦後

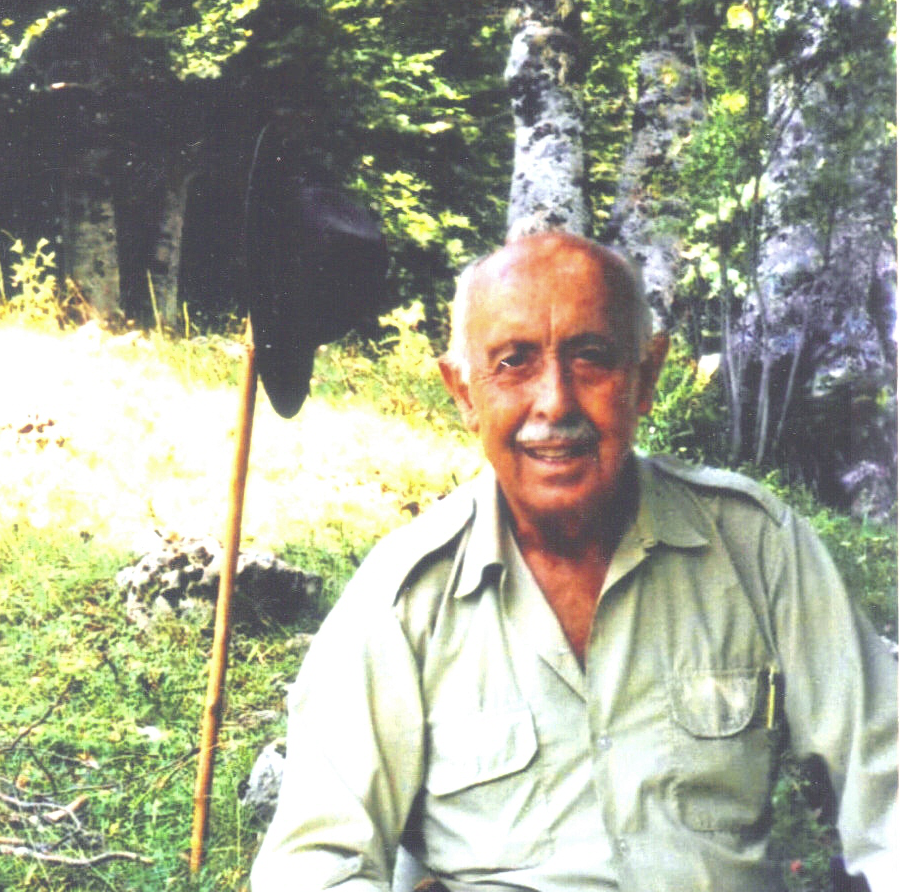
晩年のロンコーニ

捕虜収容所から釈放された後は学究の道に戻り、ルドルフ・シュタイナーの神智学研究やジュゼッペ・トゥッチ（英語版）との交流など一層に東洋学及び神秘主義へ接近した。ナポリ・オリエント大学やヴェネツィア・オリエント学校の講師として教鞭も執っている。言語学の専門家として政府に協力する事も多く、国営ラジオでの外国語記事の監修の他、諜報機関である情報軍事保安庁（SISMI）が傍受した情報の翻訳にも関わっていた。武装親衛隊の元士官である事は余り経歴として触れることはなく、公にされた際には全国紙コリエーレ・デラ・セラの監修役から退任する騒動になっている。
晩年にはイタリア戦線のリエナクトメントからの招致や、武装SS関係の取材に応じる事もあった。2010年2月11日、ローマの邸宅で89歳の生涯を終えた。